# 송진규
송진규(1997년 7월 12일 ~ )는 대한민국의 축구 선수이다. 포지션은 미드필더이며 현재 충북 청주 FC 소속이다.